# 레녹스-가스토 증후군

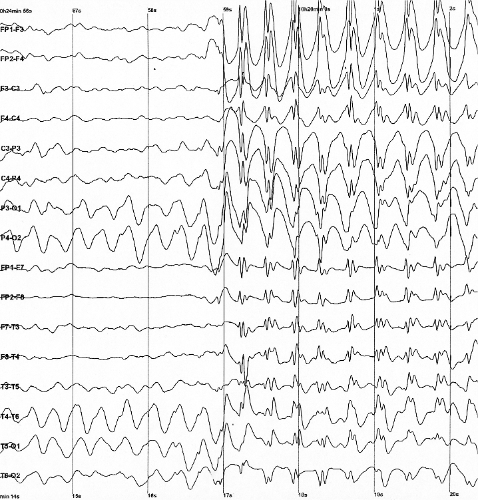

레녹스-가스토 증후군(Lennox–Gastaut syndrome,LGS)은 복잡하고 드물고 심한 아동기 발작 간질이다. 이것은 여러 개의 동시 발작 유형과 인지 기능 장애 및 뇌전도 (EEG) 뇌파의 느린 스파이크 파로 특징 지어진다. 일반적으로 3 ~ 5 세 어린이에게서 보여지며 성인이 될 수 있다. 여러 유전자 돌연변이, 주산기(周産期) 발달장애, 선천성 감염, 뇌종양 / 변형, 결절성 경화증(Tuberous sclerosis) 및 웨스트 증후군(West Syndrome)과 같은 유전적 장애와 관련이 있다. LGS에 대한 예후는 유년기 사망률이 5 %이고 성인으로의 지속적인 발작 (80 % -90 %)으로 좋지 않은 것으로 알려져있다.
LGS는 신경과 전문의인 윌리엄 레녹스(William G. Lennox)와 헨리 가스토(Henri Gastaut)의 이름을 따랐다. LGS에대한 인식을 위해 국제 LGS 날은 11월 1일다.

## 같이 보기
- 뇌전증